# Metabotropni receptor
Metabotropni receptor je podtip membranskih receptora na površini ili u vezikulama eukariotskih ćelija.
U nervnom sistemu neurotransmiterski receptori se mogu klasifikovati na osnovu njihovih strukturnih i funkcionalnih karakteristika u dve kategorije: metabotropne i jonotropne receptore. Za razliku od jonotropnih, metabotropni receptori ne formiraju jonsko kanalne pore. Oni su indirektno vezani sa jonskim kanalima ćelijskih membrana putem mehanizama prenosa signala, često G proteina. Oni su tip G protein-spregnutih receptora. Drugi tipovi su tirozinske kinaze ili guanil ciklazni receptori.
Zajedničko za oba tipa receptora je da se oni aktiviraju specifičnim neurotransmiterima. Kad je jonotropni receptor aktiviran, on otvara kanal koji dozvoljava jonima kao što su +, +, ili - da prođu. U kontrastu s tim, kad je metabotropni receptor aktiviran, serija intracelularnih događaja se započinje što takođe resultira u otvaranju jonskog kanala ali do toga dolazi putem niza sekundarnih glasnika.

## Primeri
Ova klasa receptora obuhvata metabotropne glutamatne receptore, muskariniske acetilholin receptore, GABAB receptore, i većinu serotoninskih receptora, kao i receptore za norepinefrin, epinefrin, histamin, dopamin, neuropeptide i endokanabinoide.

## Literatura
- Purves, Dale (2008). Neuroscience. Sunderland, Mass: Sinauer.
- Jessell, Thomas M.; Kandel, Eric R.; Schwartz, James H. (2000). Principles of neural science. New York: McGraw-Hill.
- Austin V. (2004). „Fundamentals of the nervous system and nervous tissue”.  Ур.: Hutchinson, Matt; Marieb, Elaine Nicpon. Human anatomy & physiology. San Francisco: Pearson/Benjamin Cummings.